# Velimir Perasović
Velimir Perasović (Split, Croacia, 9 de febrero de 1965) es un exjugador y entrenador de baloncesto croata que dirige al UNICS Kazán de la VTB United League.

## Historia

### Como jugador
Nacido en la ciudad de Stobreč en la Dalmacia, actual Croacia,  comenzó a jugar a los 14 años y en 1981 fue reclutado por el KK Split por aquellos entonces conocido como Jugoplastika.
Durante su etapa júnior se proclamó subcampeón del Europeo Júnior de selecciones celebrado en Bulgaria en 1982 y dos años más tarde consiguió junto a sus compañeros la medalla de bronce del Europeo Júnior de Suecia´84
Con la "Jugoplastika" consiguió ganar la Copa de Europa de clubes en 1989 y 1990, e hizo lo propio en 1991 cuando la denominación del equipo ya había cambiado a "Pop 84". Además en los años 1988, 1989, 1990 y 1991 su equipo también logró ganar la liga de Yugoslavia.
Con la selección absoluta de Yugoslavia Perasović ganó la medalla de oro en el Campeonato del Mundo de Argentina en 1990 y en el Europeo de Italia de 1991.
Ya formando parte de la selección de Croacia, fue subcampeón olímpico en Barcelona 92 y además consiguió la medalla de bronce en los Europeos de Alemania 93 y Grecia 95.
En 1992 Perasovic ficha por el club español Breogán de Lugo de la liga ACB donde juega una temporada antes de fichar por el Baskonia de la misma competición con el cual se proclama campeón de la Copa del Rey de 1995. En marzo del año anterior, de 1994, es nombrado MVP de la Copa del Rey, a pesar de que su equipo perdió la final.
En 1997 ficha por el Baloncesto Fuenlabrada donde juega hasta el 2002 año en que se marcha a jugar al Lucentum Alicante equipo en el que pondría fin a su trayectoria como jugador en el 2003. Es recordado como un mito en el pabellón Fernando Martín de Fuenlabrada y es el jugador emblema de este equipo durante sus cerca de 30 años de duración.
En su carrera en España ganó varias veces el premio al máximo anotador de la ACB y participó en varios All Stars. Además fue una vez máximo anotador de la Copa Korac.

### Etapa como entrenador
Tras retirarse como jugador se convirtió en director técnico del KK Split antes de volver a España para hacerse cargo del banquillo del Caja San Fernando de Sevilla, donde fue cesado en mitad de la temporada, tras quedarse a una sola victoria de la clasificación para la disputa de la Copa del Rey. Meses más tarde, con la temporada 2005/06 ya empezada, se hace cargo del Baskonia en sustitución de Pedro Martínez y hace historia al convertirse en el primer entrenador, desde que existe la liga ACB, en conseguir ganar una Copa del Rey como entrenador tras haberla conquistado previamente como jugador. En esa misma temporada disputan la Final Four de la Euroliga y llegan hasta la final de la Liga ACB.
En la temporada 2006-07, en la que ya había logrado ganar la Supercopa sufrió una angina de pecho tras dirigir a su equipo, el TAU Cerámica, en un partido frente al Akasvayu Girona, por lo que se vio forzado a dejar los banquillos para recuperarse siendo sustituido por Bozidar Maljkovic . A inicios de la temporada 2007-08, ficha como entrenador del MMT Estudiantes para hacerse cargo de un equipo cuyo récord de victorias hasta la fecha era de 1-9. Finalmente, tras luchar durante toda la temporada por evitar el descenso, Perasovic finaliza la temporada con el objetivo cumplido de salvar al equipo colegial.
En la temporada 2008-09 vuelve a su país natal para fichar por un equipo histórico que atravesaba una dura crisis económica y deportiva: la Cibona de Zagreb con el objetivo de intentar reconducir la misma desde el puesto de primer entrenador. En esa temporada obtiene los títulos de campeón de Liga y Copa, resultando elegido mejor entrenador de la Liga Adriática. La temporada siguiente, 2009-10, logra de nuevo el campeonato de Liga con el mismo club. En ambas campañas la Cibona de Zagreb disputa la Euroliga y alcanza el Top16.
En el verano de 2010 se convierte en entrenador del Efes Pilsen S.K. de Estambul, un club histórico del baloncesto europeo. En enero de 2012 firma con el Valencia Basket hasta final de la temporada en sustitución de Paco Olmos.
En enero de 2015, se desvincula del club, pasando éste a manos de Carles Durán.
En el verano de 2015 se convierte en entrenador del Laboral Kutxa Baskonia de Vitoria, un club histórico del baloncesto europeo. Tras un gran año en Vitoria, llegando a la Final Four de la Euroliga y a las semifinales de la Liga Endesa, en junio de 2016 ficha por el Anadolu Efes S.K. de Estambul, donde entrenaría hasta el 16 de diciembre de 2017, fecha en la que es destituido.
El 16 de noviembre de 2018 se hace oficial la destitución de Pedro Martínez y la contratación de Perasović como entrenador del Kirolbet Baskonia por lo que resta de temporada y una más.
El 20 de diciembre de 2019 es destituido de su cargo debido a los malos resultados del equipo en la Euroliga, en la que cosechó cuatro derrotas en cinco partidos.
El 1 de julio de 2021, firma como nuevo entrenador del UNICS Kazán de la VTB United League.

## Palmarés como jugador

### Clubes
- 3 Copas de Europa: (1989, 1990, 1991).
- 4 Ligas Yugoslava: 1988, 1989, 1990, 1991
- 2 Copas de Yugoslavia: 1990, 1991
- 1 Copa de Croacia: 1992
- 1 Copa del Rey: 1995
- 1 Recopa: 1996
- 1 MVP de la Copa del Rey: 1994

### Selección Nacional de Yugoslavia
- 1990 Mundobasket de Argentina. Medalla de Oro.
- 1991 Eurobasket de Italia. Medalla de Oro.

### Selección Nacional de Croacia
- 1992 Juegos Olímpicos de Barcelona. Medalla de Plata.
- 1993 Eurobasket de Alemania. Medalla de Bronce.
- 1993 Juegos del Mediterráno (Languedoc Roussillon). Medalla de Plata.
- 1995 Eurobasket de Grecia. Medalla de Bronce.

## Palmarés como entrenador
- 2005-06 Campeón de la Copa del Rey con el Baskonia.
- 2006-07 Campeón de la Supercopa de España con el Baskonia.
- 2008-09 Campeón de la Copa de Croacia con la Cibona de Zagreb.
- 2008-09 y 2009-10 Campeón de la Liga de Croacia con la Cibona de Zagreb.
- 2013-14 Campeón de la Eurocup con Valencia Basket
- 2022-23 Campeón de la VTB United League con Unics Kazan.